# 山形県道47号鶴岡羽黒線
山形県道47号鶴岡羽黒線（やまがたけんどう47ごう つるおかはぐろせん）は、山形県鶴岡市を通る県道（主要地方道）である。通称羽黒街道。

## 概要

### 路線データ
- 起点：山形県鶴岡市中野京田（国道7号・国道112号交点）
- 終点：山形県鶴岡市羽黒町手向（山形県道45号立川羽黒山線・山形県道211号月山公園線交点）

## 歴史
- 1993年（平成5年）5月11日 - 建設省から、県道鶴岡羽黒線が鶴岡羽黒線として主要地方道に指定される[2]。
- 2020年（令和2年）11月8日 - 羽黒山バイパスが全線開通[3]。

## 地理

### 通過する自治体
- 鶴岡市

### 交差する道路
- 国道7号・国道112号（鶴岡市中野京田）
- 山形県道322号砂子沢小又釜渕線（鶴岡市みどり町）
- 山形県道349号鶴岡村上線（鶴岡市馬場町）
- 国道112号（鶴岡市東原町）
- 山形県道44号余目温海線（鶴岡市羽黒町狩谷野目）
- 山形県道346号中川代川尻余目線（鶴岡市羽黒町市野山）
- 山形県道46号羽黒立川線（鶴岡市羽黒町手向）
- 羽黒山有料道路（鶴岡市羽黒町手向）
- 山形県道45号立川羽黒山線・山形県道211号月山公園線（鶴岡市羽黒町手向）

### 沿線の施設など

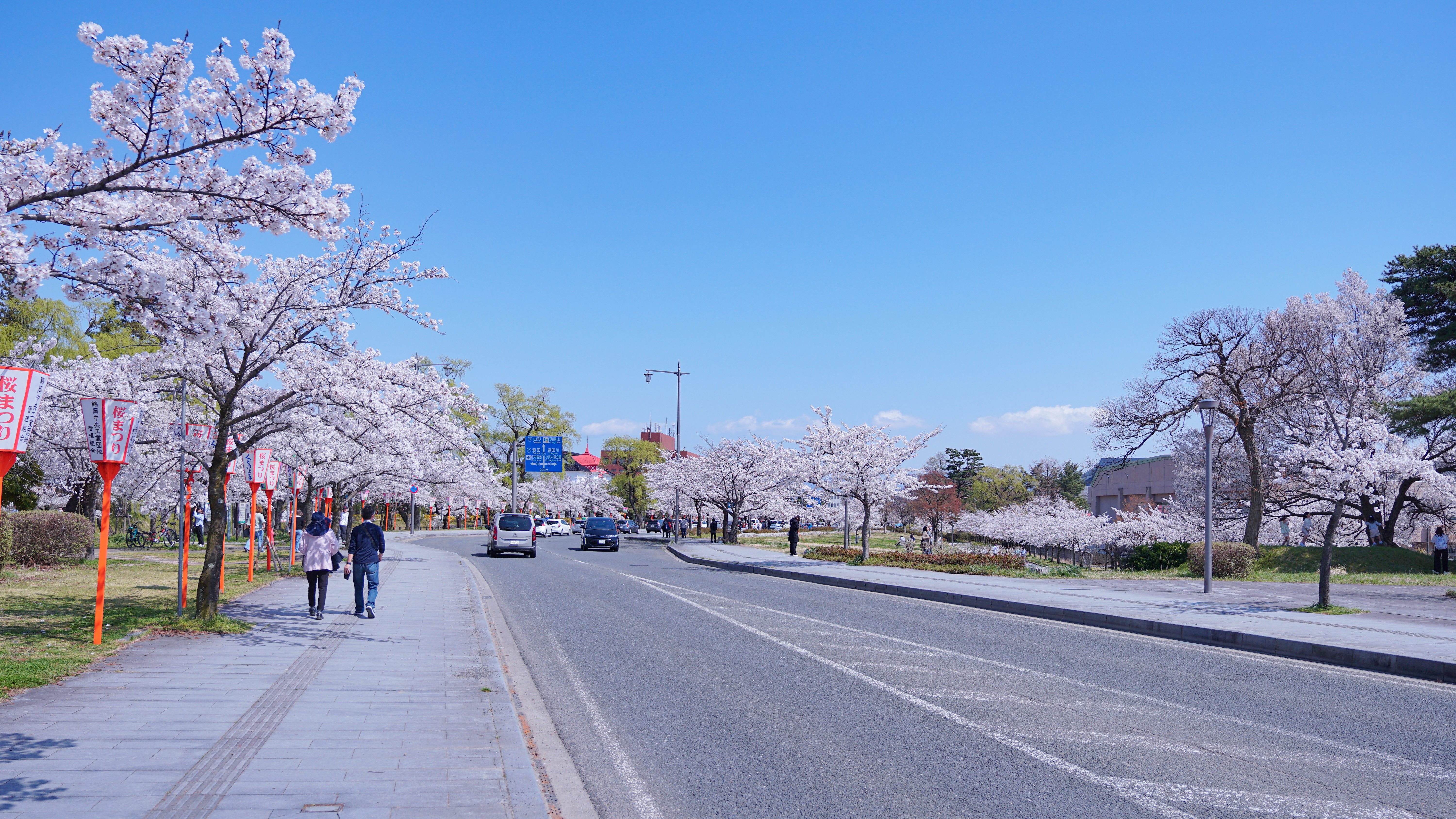
鶴岡公園付近にて

- 鶴ヶ岡城跡（鶴ヶ岡城址公園）
- 鶴岡市立藤沢周平記念館
- 出羽三山神社大鳥居